# Фавар, Жак
Жак Фава́р (фр. Jacques Favart, 30 июля 1920 — 27 сентября 1980) — французский фигурист, выступавший в парном разряде с Дениз Фавар (фр. Denise Favart); президент национальной Федерации ледовых видов спорта с 1968 по 1969 год; вице-президент, а впоследствии президент Международного союза конькобежцев (ИСУ) с 1967 по 1980 годы. В 1993 году был введён в Зал славы мирового фигурного катания.

## Карьера
Фавар начал заниматься фигурным катанием ещё до начала Второй мировой войны и продолжил после её окончания. Он тренировался у Жаклин Водекран. В 1942 году он выиграл национальный чемпионат в одиночном разряде. Наибольшего успеха спортсмен достиг в паре с женой Дениз Фавар. Четырёхкратные чемпионы Франции, они представляли страну на Зимних Олимпийских играх 1948 года, где заняли 14 место.

## Спортивные достижения
(С Дениз Фавар)
| Соревнование            | 1942 | 1943 | 1944 | 1945 | 1946 | 1947 | 1948 | 1949 | 1950 |
| ----------------------- | ---- | ---- | ---- | ---- | ---- | ---- | ---- | ---- | ---- |
| Зимние Олимпийские игры |      |      |      |      |      |      | 14   |      |      |
| Чемпионаты мира         |      |      |      |      |      | 10   |      | 10   | 12   |
| Чемпионаты Европы       |      |      |      |      |      | 8    |      |      |      |
| Чемпионаты Франции      |      |      |      |      | 1    | 1    | 1    | 1    |      |

### Мужчины
| Соревнование       | 1936 | 1937 | 1938 | 1939 | 1942 |
| ------------------ | ---- | ---- | ---- | ---- | ---- |
| Чемпионаты Франции | 2    | 2    | 2    | 2    | 1    |

## Jacques Favart Trophy
До 2000 года существовала награда «Jacques Favart Trophy», названная в честь этого спортсмена. Она считалась наиболее престижной в фигурном катании и вручалась непосредственно Международным союзом конькобежцев. В числе награждённых ею — Скотт Хамильтон, Курт Браунинг, Ирина Роднина и другие знаменитые спортсмены.